# Myiarchus nugator
A Myiarchus nugator a madarak osztályának a verébalakúak (Passeriformes) rendjébe, a királygébicsfélék (Tyrannidae) családjába tartozó faj.

## Rendszerezése
A fajt Joseph Harvey Riley amerikai ornitológus írta le 1904-ben.

## Előfordulása
A Karib-térségben, Antigua és Barbuda, Barbados, Dominikai Közösség, Grenada, Guadeloupe, Martinique, Montserrat, Saint Kitts és Nevis, Saint Lucia, Saint Vincent és a Grenadine-szigetek területén honos. 
Természetes élőhelyei a szubtrópusi és trópusi síkvidéki esőerdők és száraz erdők, valamint másodlagos erdők. Állandó, nem vonuló faj.

## Megjelenése
Testhossza 20 centiméter.

## Természetvédelmi helyzete
Az elterjedési területe kicsi és szétszórt, egyedszáma ugyan csökken, de még nem éri el a kritikus szintet. A Természetvédelmi Világszövetség Vörös listáján nem fenyegetett fajként szerepel.